# Anomalophylla moupinea
Anomalophylla moupinea är en skalbaggsart som beskrevs av Leon Fairmaire 1891. Anomalophylla moupinea ingår i släktet Anomalophylla och familjen Melolonthidae. Inga underarter finns listade i Catalogue of Life.